# Byron (formație)
byron este o formație de muzică rock, formată în anul 2006 în București, România. Dan Byron, colaborator al trupei Agathodaimon și fost membru al trupelor Urma și Kumm, a dorit inițial să pornească un proiect solo, dar acest proiect s-a dezvoltat rapid și a devenit o trupă de sine stătătoare. Genul pe care îl abordează este greu de stabilit. Ar putea fi definit ca art-rock / adult-alternative cu influențe pregnante din alte genuri muzicale ca blues, progressive rock și jazz. We7.com îl descrie ca fiind intellectual rock, progarchives.com ca fiind neo-prog. O parte dintre versuri sunt scrise în limba engleză și vorbesc despre condiția omului modern.

## Istoricul formației

### Formarea șiForbidden Drama(2006–2008)
La începutul anului 2006 Dan Byron a început să scrie piese pentru ceea ce mai târziu va deveni primul disc al trupei byron. Codruț Dumitrescu a fost primul care s-a alăturat lui Dan Byron ca manager, iar următorul pas făcut a fost cooptarea lui Costin Oprea ca și chitarist. Urmează să li se alăture pianistul 6fingers (Magica), Cristi Mateșan la baterie și Gyergyay "Szabi" Szabolcs la chitară bas. Repetițiile încep în octombrie 2006 și trupa se va urca pe scenă pe 1 decembrie 2006 în Lăptăria Enache, cu casa de bilete închisă. Numeroase alte concerte urmeaza, printre care o improvizație unplugged în studioul City FM și un concert in Yellow Club. Cristi „Kirk” Chirculescu de la City FM le face cunoștință cu  inginerul de sunet Victor Panfilov, care primește un CD cu fragmente din concertul din Yellow Club și apreciază mult muzica formației, începând să colaboreze cu ei pentru înregistrările albumului de debut. Acestea încep în aprilie 2007, iar o lună mai târziu trupa încheie discuțiile cu A&A Records pentru lansarea și promovarea albumului. La numai 6 luni de la înființare, trupa urcă pe scena mare a Stufstockului apoi e invitată la toate festivalurile majore din România: Peninsula, Rock la Mureș, Ziua Cea Mai Verde, Ursus Fest, UltraFest, Ultimul Fir de Nisip și susține nenumărate de concerte de club. În august înregistrările pentru album sunt gata, iar pe 12 octombrie 2007 noul album byron este lansat în clubul Fabrica.
Începutul anului 2008 aduce o primă schimbare în componența formației, basistul Gyergyay Szabolcs alegând să se retragă din proiect în favoarea studiilor sale de Medicină. În scurt timp este găsit un înlocuitor în persoana lui Jacob Glick.

### Acoustic Drama (2008)
Un nou proiect al trupei byron se conturează în februarie 2008 – un concert unplugged în premieră în România. Concertul are loc pe 3 aprilie la Bastionul Măcelarilor din cetatea medievală Târgu-Mureș, în acompaniamentul unor muzicieni invitați și cu participarea specială a domnului Alexandru Andrieș și a Paulei Seling. Înregistrările din timpul acestui concert au fost transpuse în primul DVD unplugged din România, Acoustic Drama.
Acoustic Drama este prima înregistrare a unui concert unplugged al unei trupe românești  care este lansată pe DVD. DVD-ul, produs de Byron Management și Real Sound&Vision, distribuit de A&A Records, mai conține o galerie foto, videoclipul piesei Blow Up My Tears și numeroase clipuri filmate în backstage. 
Toamna anului 2008 îl aduce în trupă pe Vladimir Săteanu, la chitară bas. Odată cu venirea lui se încep și lucrările pentru următorul album, A Kind of Alchemy

### A Kind of Alchemy (2009)
Acest album marchează o schimbare.

### Perfect (2011)
În februarie 2011 byron a lansat discul Perfect. Este primul album cu versuri în limba română, ce reunește mai multe cântece cunoscute reorchestrate și adaptate stilului byron. Lista de invitați îi include pe Nicu Alifantis, Alexandru Andries, Virgil Ianțu și regizorul Nae Caranfil.

### Live Underground (2010-2012)
Pe 27 noiembrie 2010, trupa byron a cântat în Salina Turda, la peste 100 de metri adâncime. Interpretarea acustică din mina Terezia a fost însoțită de un concert electric cu public în amfiteatrul din mina Rudolf. Ambele concerte au fost filmate și difuzate prima dată la HBO România pe 1 decembrie 2011, marcând 5 ani de la prima cântare live a trupei. Materialele au fost transpuse pe DVD-ul Live Underground, lansat pe 3 mai 2012 cu prilejul unui concert din clubul The Silver Church din București.

## Listă albume
•  Forbidden Drama (2006)
•  A Kind Of Alchemy (2009)
•  Perfect (2010)
•  30 de Secunde de Faimă (2013)
•  Melancolic (2014)
•  Eternal Return (2015)
•  Nouă (2019)
•  Efemeride (2023)